# Bennet Omalu

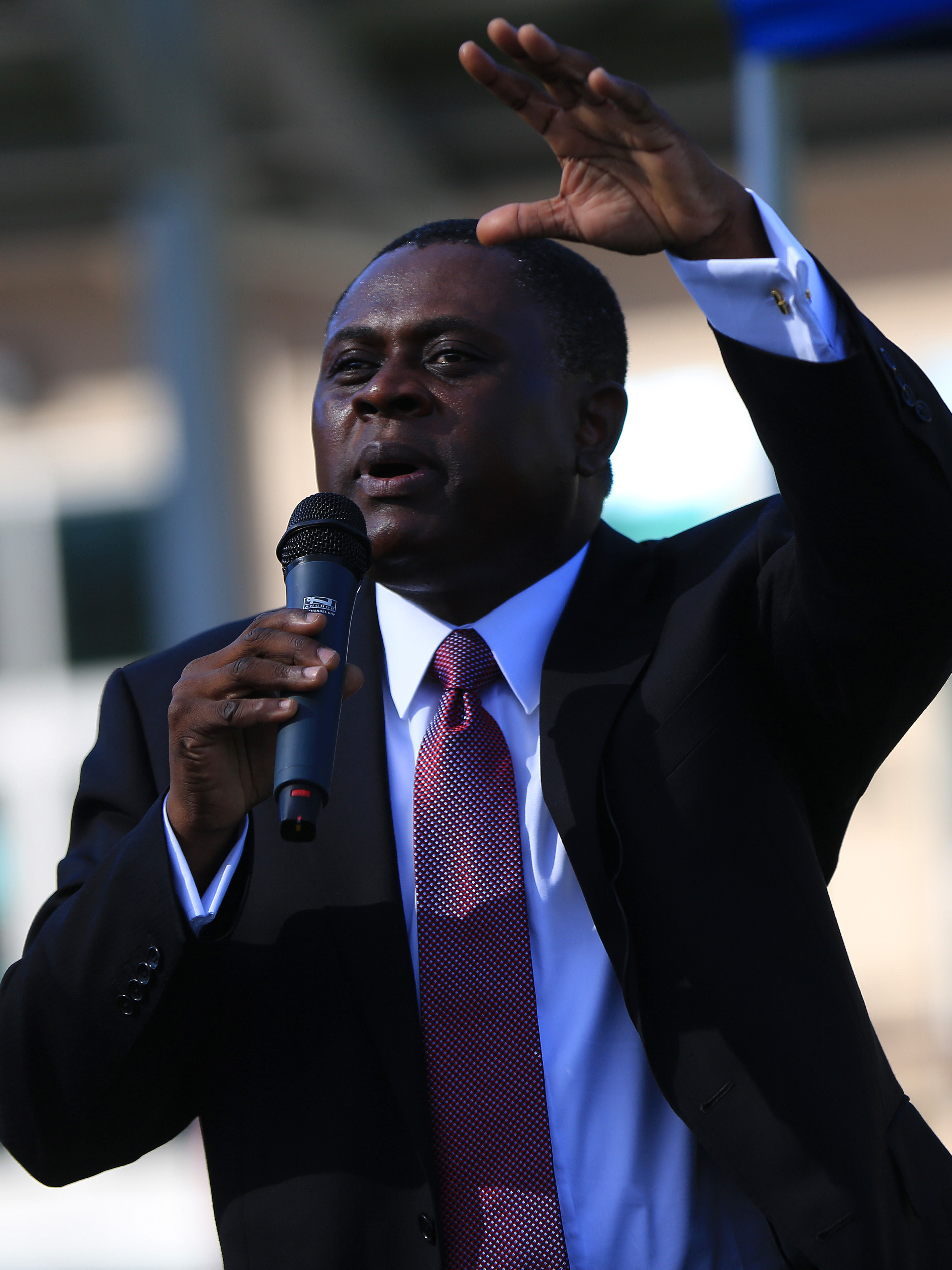
Bennet Omalu

Bennet Ifeakandu Omalu (* September 1968 in Nnokwa, Anambra, Nigeria) ist ein US-amerikanischer Arzt, Rechtsmediziner und Neuropathologe. Während seiner Tätigkeit im Allegheny County Coroner’s Office in Pittsburgh veröffentlichte er als Erster Fallstudien zu chronisch-traumatischer Enzephalopathie (CTE) bei ehemaligen American-Football-Spielern. Später wurde er der leitende Rechtsmediziner für das San Joaquin County in Kalifornien und Professor an der Abteilung für medizinische Pathologie und Labormedizin der University of California, Davis. Omalu ist ein aus Nigeria stammender eingebürgerter US-Amerikaner.

## Leben
Omalu wurde in der Zeit des Biafra-Kriegs (1967–1970) im September 1968 als sechstes von sieben Kindern im Südwesten Nigerias geboren. Der Krieg zwang seine Familie, aus ihrem Zuhause im vorwiegend von Igbo bewohnten Dorf Enugu-Ukwu zu fliehen. Nach Kriegsende kehrten sie zurück. Omalus Mutter war Schneiderin und sein Vater Bauingenieur und Gemeindevorsteher in Enugu-Ukwu.
Mit zwölf Jahren wechselte Omalu auf das Federal Government College Enugu als weiterführende Schule. Von 1984 bis 1990 studierte er Medizin an der University of Nigeria in Nsukka. Nach seinem Abschluss (Bachelor of Medicine, Bachelor of Surgery (MBBS)) 1990 arbeitete er zunächst für einige Zeit am Enugu General Hospital und am Krankenhaus der University of Nigeria und dann bis Oktober 1994 in der Notaufnahme des University Hospital in Jos. 1994 kam Omalu im Rahmen eines Epidemiologie-Stipendiums in die USA, zunächst nach Seattle an die University of Washington. 1995 zog er nach New York, wo er bis 1999 an einem Ausbildungsprogramm in anatomischer Pathologie und Laboratoriumsmedizin am Harlem Hospital Center der Columbia University teilnahm.
Danach arbeitete er ein Jahr lang unter der Leitung des Coroners und forensischen Beraters Cyril Wecht als Rechtsmediziner am Allegheny County Coroner’s Office in Pittsburg und begann dann eine Ausbildung in Neuropathologie am Medical Center der University of Pittsburgh. Im Anschluss besuchte er die Graduate School of Public Health der gleichen Universität (2004 Master of Public Health (MPH) in Epidemiologie) und schließlich die Tepper School of Business der Carnegie Mellon University (2008 Master of Business Administration (MBA)).
Seit 2007 ist Omalu der leitende Rechtsmediziner des San Joaquin County in Kalifornien und Professor an der Abteilung für medizinische Pathologie und Labormedizin der University of California, Davis.

## Forschung zu CTE

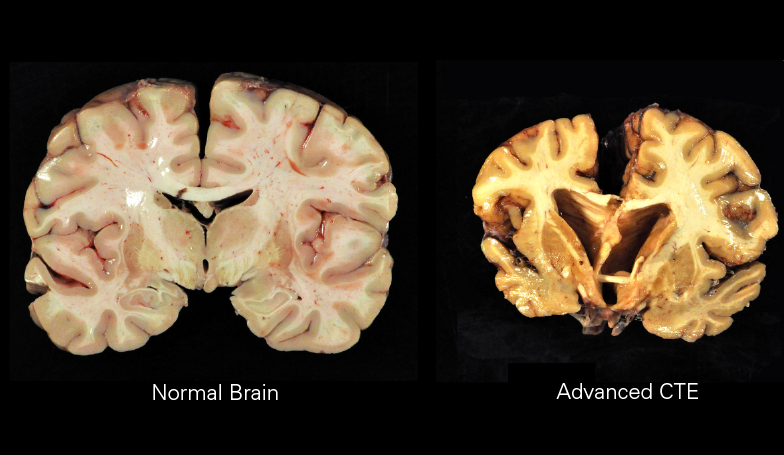
Schnitt durch zwei Gehirne, links ein gesundes Gehirn, rechts ein Gehirn mit fortgeschrittener CTE.

Omalus Obduktion des früheren Pittsburgh-Steelers-Spielers Mike Webster im Jahr 2002 führte zu einem erneuerten Bewusstsein für die neurologische Schädigungen, die mit Chronisch-traumatischer Enzephalopathie verbunden sind, welche vorher schon bei Boxern und anderen Berufsathleten beschrieben worden war. Webster war plötzlich und unerwartet gestorben, nachdem er mehrere Jahre mit kognitiven und intellektuellen Einschränkungen, Stimmungsschwankungen, Depression, Drogenmissbrauch und Selbstmordversuchen gekämpft hatte. Obwohl Websters Gehirn bei der Obduktion normal aussah, führte Omalu eine unabhängige und eigenfinanzierte Gewebeanalyse durch. Er vermutete, dass Webster an Chronisch-traumatischer Encephalopathie litt, die durch häufige Schläge auf den Kopf hervorgerufen wurde und bisher nur bei Boxern entdeckt worden war. Mittels eines speziellen Färbeverfahrens fand Omalu große Ansammlungen von Tau-Protein in Websters Gehirn, die seine Stimmungen, Emotionen und exekutive Funktionen in ähnlicher Weise beeinflussten, wie Ansammlungen von β-Amyloiden zur Alzheimer-Krankheit beitragen.
Zusammen mit Kollegen der Pathologie-Abteilung der University of Pittsburgh veröffentlichte Omalu 2005 seine Ergebnisse in der Fachzeitschrift Neurosurgery in einem Artikel mit dem Titel „Chronic Traumatic Encephalopathy in a National Football League Player“. Omalu forderte darin dazu auf, die Krankheit bei der Kohorte professioneller Footballspielern der National Football League (NFL) weiter zu untersuchen, da die wahren Vorkommensraten nicht bekannt seien. Omalu glaubte naiverweise, dass die Ärzte der National Football League seine Ergebnisse schätzen würden und zur Lösung des Problems verwendet werden könnten. Zu Beginn wurde der Artikel kaum beachtet, aber im Mai 2006 forderten die Mitglieder des Mild Traumatic Brain Injury (MTBI) Committee der NFL in einem Brief die Zeitschrift auf, den Artikel zurückzuziehen. Der Brief warf Omalu schwerwiegende Falschinterpretation von Daten vor, der Artikel würde gravierende Fehler enthalten.
Omalu gründete später gemeinsam mit den Neurochirurgen Julian Bailes und Robert Cantu, dem Anwalt Robert P. Fitzsimmons und dem Ex-Wrestler Chris Nowinski das Sports Legacy Institute (SLI), dessen Aufgabe die Untersuchung von Gehirnen toter Athleten sein sollte, um die Auswirkungen von Schädel-Hirn-Traumata in den Kontaktsportarten besser zu verstehen. Nowinski und Omalu zerstritten sich, weil beide die Kontrolle über das SLI haben wollten. Bailes und Fitzsimmons zogen sich aus dem SLI zurück, Omalu wurde hinausgedrängt. Nowinski gründete zusammen mit der School of Medicin der Boston University das Center for the Study of Traumatic Encephalopathy, das zum größten Rivalen in der CTE-Forschung für Omalu wurde und mit besserer Finanzierung inzwischen am einflussreichsten auf diesem Gebiet ist. Omalu, Bailes und Fitzsimmons gründeten später das Brain Injury Research Institute mit einer vergleichbaren Zielsetzung, das heute noch besteht.
Im November 2006 publizierte Omalu einen zweiten Artikel in Neurosurgery mit den Ergebnissen seiner Untersuchung des früheren NFL-Spielers Terry Long, der unter Depression gelitten hatte und 2005 durch Suizid gestorben war. Obwohl Long 45 geworden war, fand Omalu Tau-Protein-Konzentrationen wie bei einem „90 Jahre alten Gehirn mit fortgeschrittenem Alzheimer“. Wie bei Mike Webster befand Omalu, dass Longs Karriere als Footballspieler die Ursache für seine spätere Hirnschädigung und Depressionserkrankung gewesen sei. Omalu fand auch Beweise für CTE in den Gehirnen der ehemaligen NFL-Spieler Justin Strzelczyk (2004 mit 36 Jahren gestorben), Andre Waters (2006 mit 44 Jahren gestorben) und Tom McHale (2008 mit 45 Jahren gestorben).
Im Sommer 2007 übergab Bailes seine und Omalus Untersuchungsergebnisse bei einem ligaweiten Treffen zum Schädel-Hirn-Trauma an den NFL-Commissioner Roger Goodell. Bailes sagte später, dass die Forschung „abgewiesen“ worden sei. Der Vorsitzende des MTBI Committee der NFL, Ira Casson, sagte der Presse, dass es seiner Meinung nach wissenschaftlich valide Beweise für CTE nur bei Athleten wie Boxern und einigen Steeplechase-Jockeys gegeben habe. Erst im Dezember 2009 gestand die NFL öffentlich langfristige Folgen von beim Football erlittenen Schädel-Hirn-Traumata ein.
Omalu hat CTE in den Gehirnen von Militärveteranen entdeckt und veröffentlichte den ersten dokumentierten Fall in einem Artikel im November 2011. Er hatte Hinweise auf CTE bei einem 27 Jahre alten Veteran aus dem Irakkrieg entdeckt, der an Posttraumatische Belastungsstörung (PTBS) litt und Selbstmord beging. Omalu stellte in seinem Artikel einen Zusammenhang zwischen PTBS und CTE her und rief zu weiteren Forschungen auf.
Im März 2016 sagte der Senior Vice President of Health and Safety Policy der National Football League, Jeff Miller, vor dem US-amerikanischen Kongress aus, dass die NFL nun akzeptiere, dass es einen Zusammenhang zwischen Football und CTE gebe. Trotzdem steht die CTE-Forschung noch am Anfang, zum Beispiel ist immer noch nicht klar, wie hoch das Risiko für die einzelnen Footballspieler ist und warum einige Spieler gefährdeter sind als andere.

## In den Medien
Über Omalus Bemühungen, trotz des Widerstands der NFL CTE zu erforschen und dazu zu publizieren, berichtete 2009 die Journalistin Jeanne Marie Laskas im Magazin GQ. Den Artikel erweiterte Laskas zu dem 2015 veröffentlichten Buch Concussion, das 2015 verfilmt wurde (Kinofilm Erschütternde Wahrheit). In dem Film ist Omalu, dargestellt von Will Smith, die zentrale Figur. Der Film ist kritisiert worden, weil er die tatsächlichen Ereignisse verzerrt darstellen würde. Der Film führte zur Gründung einer nach Omalu benannten Stiftung zur Förderung der CTE- und Schädel-Hirn-Trauma-Forschung, die aber bereits ein knappes Jahr später wieder aufgelöst wurde.
Im September 2016 erregte Omalu Aufsehen, als er über Twitter andeutete, Hillary Clinton würde möglicherweise vergiftet und Mitgliedern ihrer Präsidentschaftskampagne riet, eine toxikologische Analyse ihres Bluts durchführen zu lassen. Er twitterte dazu, dass er dem russischen Präsidenten Wladimir Putin und dem damaligen Präsidentschaftskandidaten Donald Trump nicht trauen würde: “With those two all things are possible.” („Bei den beiden ist alles möglich“).
Omalu veröffentlichte im August 2017 das Buch Truth Doesn’t Have a Side. My Alarming Discovery about the Danger of Contact Sports.

## Privatleben
Omalu ist mit Prema Mutiso verheiratet, die aus Kenia stammt. Sie leben in Lodi in Kalifornien und haben zwei Kinder, Ashly und Mark. Er ist praktizierender Katholik. Im Februar 2015 erhielt er die US-amerikanische Staatsbürgerschaft.

## Werke
- Bennet Omalu, Mark A. Tabb: Truth doesn't have a side. My alarming discovery about the danger of contact sports. Grand Rapids, Michigan 2017, ISBN 978-0-310-35196-2.